# Liv Boeree
Olivia "Liv" Boeree, född 18 juli  1984, är en pokerspelare från England som bland annat vunnit de europeiska pokermästerskapen år 2010 i Sanremo. Enligt Global Poker Index är Boeree bland de mest framgångsrika kvinnliga pokerspelarna genom tiderna.
År 2014 var Boeree med och grundade Raising for Effective Giving, en organisation som utbildar pokerspelare om effektiv altruism och samlar in pengar till specifikt utvalda effektiva välgörenhetsorganisationer. I januari 2017 hade Raising for Effective Giving samlat in över två miljoner dollar till dessa välgörenhetsorganisationer.